# Hamar Hveragerði
Hamar is een IJslandse sportvereniging uit Hveragerði in het westen van het land. De club is opgericht in 2006.